# 密蔵院 (世田谷区)
密蔵院（みつぞういん）は東京都世田谷区桜上水にある真言宗豊山派の仏教寺院。詳しくは幽谿山密蔵院観音寺と称する。護国寺の末寺で、玉川八十八ヶ所霊場45番札所。

## 本尊
本尊は不動明王立像で、1782年（宝暦12年）に安置したと伝えられる。

## 歴史
下野国都賀郡水代村の城主であった榎本重泰、氏重親子は、当地の地頭であった世田谷城主吉良氏家人の鈴木（穂積）重貞と親しくなり、1580年（天正8年）当地に居を構える。その後、榎本親子を訪ねて来た都賀郡の僧・頼慶に鈴木重貞は帰依し、1598年（慶長3年）重貞の養子・但馬定宗が一寺を創建して頼慶を住職としたのが開基と伝えられる。
江戸時代まで勝利八幡神社の別当寺であった。
1875年（明治8年）には近隣の安楽寺を合併、現在に至る。

## 本堂・伽藍
本堂は、1744年（延享元年）の建立。不動明王立像、矜羯羅童子、制吒迦童子、阿弥陀如来坐像、胎蔵界大日如来坐像、聖天立像、地蔵菩薩半跏像をおさめる。
観音堂には、百体の観世音菩薩を祀る。
また年号を示す資料は他にも保存され、板碑は「弘□(安)□」（1278年-1288年）、石造の遺物5件のうち4件はそれぞれ万治3年（1660年）、寛文10年、享保3年（1718年）、元禄3年（1690年）と刻んである。
庭園のイロハモミジの古木は、紅葉の季節の名物である。

## 所在地・交通
東京都世田谷区桜上水2-24-6
- 京王線桜上水駅下車徒歩11分